# Ankarsvik
Ankarsvik est une localité de la commune de Sundsvall dans le comté de Västernorrland en Suède.
Sa population était de 1 012 habitants en 2019.